# Emil Boc
Emil Boc (* 6. září 1966, Răchițele, Rumunsko) je rumunský politik, vědec a od prosince 2008 do února 2012 předseda vlády země. 6. února 2012 na premiérský úřad rezignoval.

## Osobní život
Vystudoval historii, filozofii a práva na univerzitě v Kluži.
Na konci devadesátých let 20. století začal působit v politice. V roce 2003 se stal členem vedení rumunské strany Partidul Democrat (Demokratická strana). Od komunálních voleb 2004 byl starostou Kluže. V létě 2005 se stal předsedou Demokratické strany, jejíž vystoupení ze Socialistické internacionály však uspíšil, a vstoupil do Evropské strany lidové v roce 2006.
Po sloučení jeho strany se Liberálnědemokratickou stranou (Partidul Liberal Democrat) za Theodora Stolojana převzal předsednictví v prosinci 2007 nově vzniklé Liberálně-demokraticke strany (Partidul Democrat Liberal).

## Premiér
Po výsledku parlamentních voleb v roce 2008, ze kterých jeho strana vyšla společně se Sociálnědemokratickou stranou (Partidul Social Democrat) jako vítěz, byl pověřen 15. prosince 2008, poté co lídr Liberálně-demokratické strany Theodor Stolojan odstoupil. 22. prosince 2008 ho zvolil rumunský parlament v poměru 324 ku 115 hlasů rumunským ministerským předsedou.